# Байґар
Байґар — назва мешканця села в Галичині, присутня у наддністрянському і бойківському говорах та в львівській ґварі . 
Іван Франко називав байґарами мешканців сіл Мражниця, Баня Котівська, Губичі, Тустановичі, які видобували з вікон (соляних криниць) ропу. 
Байґар згадуєть у коломийках:
|  | А мій тато впивсі, впивсі, З байґарами бивсі, А байґари утікали, Аж порох куривсі. |